# Видо Латковић
Видо Латковић (Цетиње, 27. јун 1901 — Београд, 21. јул 1965) био је српски књижевни историчар, књижевник и позоришни критичар.

## Биографија
Школовао се између 1911. и 1920. на Цетињу, студирао југословенску и светску књижевност на Филозофском факултету у Београду од 1920. до 1925. године.
Докторску дисертацију одбранио је на Филозофском факултету у Београду 1939. године.
Од 1945. до 1965. године радио је на Филолошком факултету Универзитета у Београду као професор теорије књижевности и народне књижевности.
Уређивао је цетињски часопис Записи и био један од обновитеља и главних уредника Прилога за књижевност.
Његова научна интересовања била су окренута ка значајним српским писцима XIX и XX века (Вук Стефановић Караџић, Петар Петровић Његош, Бранко Радичевић...).
На основу текста који је за штампу приредио са Радославом Бошковићем, припремљено је прво електронско издање „Горског вијенца“ са објашњењима и речником.
Обредне и обичајне песме сврстао је у једну групу. Сматрао је да шаљиве песме припадају некој од већ издвојених група.

## Дела
- „Симо Матавуљ у Црној Гори“ 1939,
- „Чланци из књижевности“ 1953,
- „П. П. Његош“ (монографија) 1963,
- „Народна књижевност“ објављена након његове смрти.
- Видо Латковић аутор је другог допуњеног издања дела „Словеначко-српскохрватски речник“.